# Joví (bisbe d'Usès)
Jovinus o Joví fou un bisbe gal·loromà, el setè bisbe d'Usès. Va pujar a l'episcopat el 581.
Fou rector de Provença del 570 al 573 quan el va succeir Albí que va ser rector dos anys i va acabar la vida com a bisbe a Usès. A la mort d'Albí o Albinus (581) que havia estat imposat per Dinami rector de Provença, Khildebert II volent fer un acte d'autoritat va designar per la seu d'Usès a Joví, l'antic rector de Provença que va morir poc després.